# Сільвія Богацька
Сі́львія Катери́на Бога́цька  (пол. Sylwia Katarzyna Bogacka, 3 жовтня 1981) — польська стрільчиня, олімпійська медалістка.

## Виступи на Олімпіадах
| Олімпіада   | Дисципліна                                     | Місце |
| ----------- | ---------------------------------------------- | ----- |
| Афіни 2004  | дрібнокаліберна гвинтівка, 50 м, три положення | 17 T  |
| Пекін 2008  | пневматична гвинтівка, 10 м                    | 8     |
| Пекін 2008  | дрібнокаліберна гвинтівка, 50 м, три положення | 10    |
| Лондон 2012 | пневматична гвинтівка, 10 м                    | 2     |
| Лондон 2012 | дрібнокаліберна гвинтівка, 50 м, три положення | 4     |
| Ріо 2016    | пневматична гвинтівка, 10 м                    | 40    |
| Ріо 2016    | дрібнокаліберна гвинтівка, 50 м, три положення | 23    |